# A.-B. Gifta Bort Baron Olson
A.-B. Gifta Bort Baron Olson är en svensk dramafilm från 1928 i regi av Erik A. Petschler. 

## Om filmen
Filmen premiärvisades 26 december 1928. Filmen spelades in i Filmstaden Råsunda med exteriörer från Råsunda, Älvvik, Lidingö och Torshälla av Hugo Edlund. Filmen var en fristående fortsättning på Baron Olson från 1920.

## Rollista
- Erik A. Petschler – Baltzar Casimir von Gahl, "Baron Olson"
- Bror Berger – Efraim Kahn
- Anita Dorr – Märta Grooth
- Nils Ekstam – Jönson, förvaltare
- Gustaf Aronsson – Weller, godsägare
- Julia Cederblad – Rose, hans dotter
- Georg Blomstedt – Grooth, stadsfiskal
- Sonny von Kothen – Käthie
- Carlo Hultman – Lindeberg, lantmätare
- Selma Hellander – Blenda, piga
- Olof Ås – Jakob, dräng
- Bertil Loqvist – betjänt
- Agnes Ahlstedt
- Helga Brofeldt
- Ossian Brofeldt
- I filmen medverkar flera elever från Petschlers filmskola.